# 미크로네시아 연방 주재 외국공관 목록

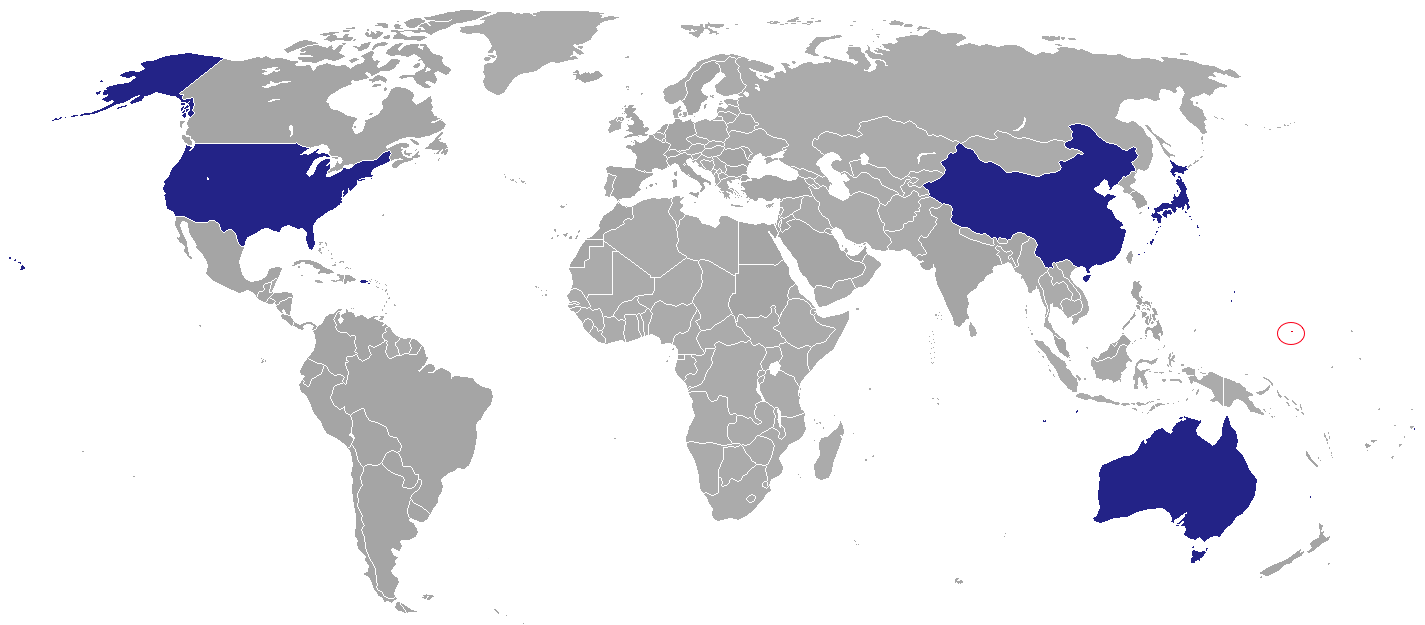
미크로네시아 연방에 설치된 외국공관이며, 미국과 중국, 일본, 호주만 표시된다.

미크로네시아 연방 주재 외국공관 목록은 미크로네시아 연방에 상주하고 있는 외국 공관을 나열하는 목록이다. 미크로네시아 연방에 상주하고 있는 대사관 수는 4개이며 미국, 일본, 중화인민공화국, 오스트레일리아 뿐이다. 나머지 비상주 공관은 마닐라, 수바, 웰링턴 등 다른 곳에서 겸임하고 있다.

## 대사관
해당 소재지가 팔리키르:
| - 오스트레일리아 - 중국 - 일본 - 미국 |

## 비상주공관
다음 국가들은 미크로네시아 연방와 외교 관계는 이미 수립하였으나 미크로네시아 연방에 대사관을 설치하지 않은 국가들이다. 다만, 지역을 명시하지 않은 것은 마닐라를 의미한다.
| - 캐나다 (캔버라) - 콜롬비아 (자카르타) - 체코 - 독일 - 덴마크 (싱가포르) - 유럽 연합 (수바) - 프랑스 - 그리스 (도쿄도) - 인도네시아 (도쿄도) - 이스라엘 (웰링턴) - 대한민국 (수바) - 멕시코 - 뉴질랜드 (웰링턴) - 파푸아뉴기니 (웰링턴) - 스페인 - 튀르키예 (도쿄도) - 영국 (수바) - 베트남 (캔버라) |

## 같이 보기
- 미크로네시아 연방의 재외공관 목록